# Charles Montagu Doughty
Charles Montagu Doughty, född 19 augusti 1843, död 20 januari 1920, var en brittisk resenär och författare.
Efter naturvetenskapliga studier i Cambridge och ett decennium av resor i flera europeiska länder, Nordafrika, Palestina och Syrien, startade Doughty i november 1876 i Damaskus en färd till Arabien, där han besökte bland annat Tayma, Chaibar, Ha'il, Buraida och Anaiza, och anlände till Jidda augusti 1878. Doughtys skildring av denna resa, Travels in Arabia Deserta (2 band, 1888), är intressant inte bara ur geografisk och etnografisk synpunkt utan även rent litterärt mycket framstående. På senare år ägnade sig Doughty främst åt poetiskt författarskap, vars förnämsta alster är det stora eposet The dawn in Britain (6 band, 1906).